# Rue Paturle
La rue Paturle est une voie du 14e arrondissement de Paris, en France.

## Situation et accès
La rue Paturle est une voie publique située dans le 14e arrondissement de Paris. Elle débute rue Raymond-Losserand et se termine au 235, rue Vercingétorix.

## Origine du nom

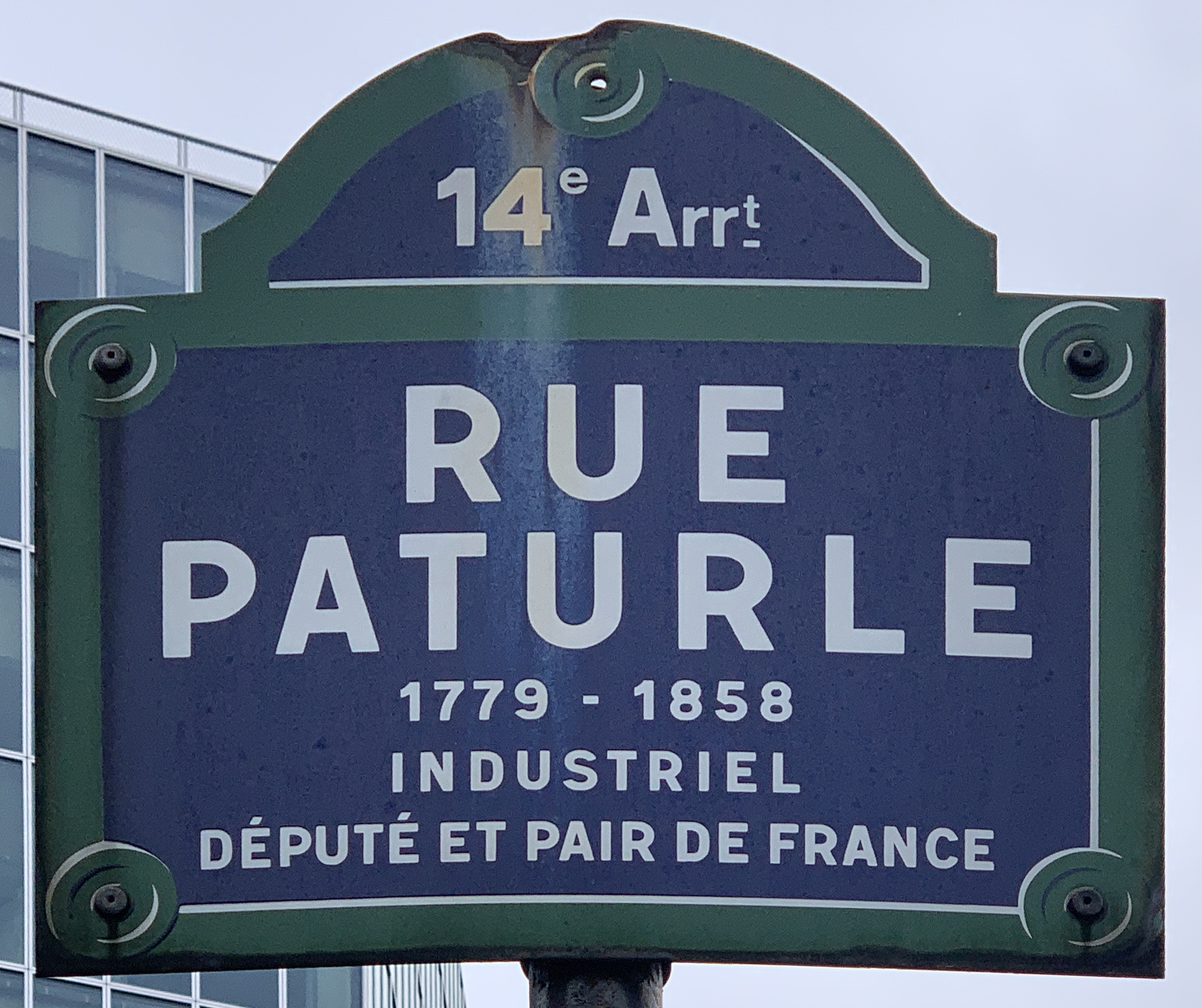
Plaque de la rue.

Elle porte le nom de l'homme politique français Jacques Paturle (1779-1858).

## Historique
Cette voie est ouverte en 1861, lors de la création du chemin de fer de Ceinture, sous le nom de « chemin latéral au chemin de fer de Ceinture ».
Elle prend sa dénomination actuelle par décret du 10 août 1868.
Décret du 10 août 1868
« Napoléon, etc., 

Sur le rapport de notre ministre secrétaire d’État au département de l'Intérieur,
Vu l'ordonnance du 10 juillet 1816 ;
vu les propositions de M. le préfet de la Seine ;
Avons décrété et décrétons ce qui suit :
Article 10. — 
La voie latérale au chemin de fer de Ceinture, située entre la rue de la Voie-Verte et la route de Châtillon, recevra le nom de rue Beaunier ;
la voie latérale au chemin de fer de Ceinture, située entre la rue de Vanves et le chemin de fer de l'Ouest, celui de rue Paturle ;
la rue de Magenta, celui de rue Montbrun ;
la voie dite rue du Transit, ouverte ou en cours d'exécution dans le 14e arrondissement celui de rue d'Alésia.
etc.
Article 17. — Notre ministre secrétaire d'État au département de l'Intérieur est chargé de l'exécution du présent décret.
Fait au palais de Fontainebleau, le 10 août 1868. »